# It is a beauteous evening, calm and free

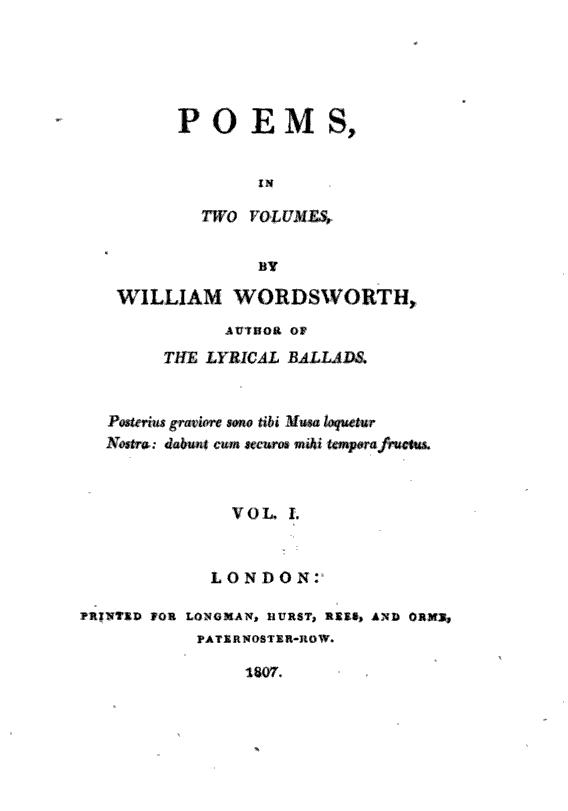
Poems in Two Volumes, 1807

It is a beauteous evening, calm and free is een gedicht van de Engelse romantische dichter William Wordsworth. Het werd geschreven in 1802 en gepubliceerd in de bundel Poems in Two Volumes in 1807.
Het gedicht is geschreven in de sonnetvorm en telt derhalve 14 regels. Het toegepaste rijmschema is in het octaaf (de eerste acht regels) abba acca en in het sextet def dfe.
Het sonnet ontstond naar aanleiding van een ontmoeting die Wordsworth in 1802 had met zijn vroegere maîtresse Annette Vallon, die hij tijdens een reis naar Frankrijk had leren kennen, en hun uit die kortstondige relatie geboren dochter Caroline, zoals genoteerd door de zuster van de dichter, Dorothy, die hem op zijn reis vergezelde. De ontmoeting ging vooraf aan Wordsworths huwelijk met zijn jeugdvriendin Mary Hutchinson.
In 1791 was Wordsworth, aangetrokken door de revolutionaire ontwikkelingen, naar Frankrijk getrokken, waar hij verliefd werd op Annette Vallon. In 1792 werd hun dochter geboren. Het kwam echter tot een gedwongen scheiding van het koppel vanwege geldgebrek en omdat Wordsworth teleurgesteld raakte in de revolutionaire beweging en er spanningen ontstonden tussen Frankrijk en Engeland. Bij de hereniging in 1802 was hun dochter inmiddels 10 jaar oud en hij zag haar tijdens die ontmoeting voor het eerst sinds haar geboorte, hoewel hij moeder en dochter al die tijd financieel had ondersteund.
Het gedicht refereert aan een wandeling langs het strand die de dichter maakte in het gezelschap van zijn dochter. Het is een rustige zomeravond, zonder veel wind; de zon staat op het punt onder te gaan. Het gedicht ademt een meditatieve sfeer, de natuur wordt beschreven in religieuze termen (holy time, nun, adoration, mighty Being). De aanwezigheid van God in de natuur is zichtbaar, hoorbaar en voelbaar.
In het sextet richt de dichter zich tot het meisje. Hij merkt op dat zij niet bezig is met de diepere gedachten die hemzelf beroeren, maar hierdoor is haar wezen 'niet minder goddelijk'. Een kind is op zichzelf al een met de natuur, en God is in haar aanwezig, ook al merken we dat niet altijd op.

## Tekst
It is a beauteous evening, calm and free, 

The holy time is quiet as a Nun

Breathless with adoration; the broad sun

Is sinking down in its tranquillity;

The gentleness of heaven broods o'er the Sea:

Listen! the mighty Being is awake,

And doth with his eternal motion make

A sound like thunder--everlastingly.

Dear Child! dear Girl! that walkest with me here,

If thou appear untouched by solemn thought,

Thy nature is not therefore less divine:

Thou liest in Abraham's bosom all the year;

And worship'st at the Temple's inner shrine,

God being with thee when we know it not.